# س. دالي يونغ
س. دالي يونغ (بالإنجليزية: C. Dale Young)‏ هو طبيب أمريكي، ولد في 18 أبريل 1969.